# بلفور ستيوارت
بلفور ستيوارت (بالإنجليزية: Balfour Stewart)‏ (و. 1828 – 1887 م) هو فيزيائي من المملكة المتحدة. ولد في إدنبرة.
وكان عضواً في الجمعية الملكية، والأكاديمية الأمريكية للفنون والعلوم.

## التعليم
تعلم في جامعة إدنبرة، وجامعة سانت أندروز

## مناصب وهيئات
أدار جامعة مانشستر.

## جوائز
حصل على جوائز منها:
- زميل في الجمعية الملكية.

## روابط خارجية
- بلفور ستيوارت على موقع الموسوعة البريطانية (الإنجليزية)
- بلفور ستيوارت على موقع إن إن دي بي (الإنجليزية)